# Limnebius clavatus
Limnebius clavatus är en skalbaggsart som beskrevs av Pu 1951. Limnebius clavatus ingår i släktet Limnebius och familjen vattenbrynsbaggar. Inga underarter finns listade i Catalogue of Life.